# Ortopraxia
Ortopraxia (do grego, ὀρθοπραξία: orthopraxia, "ação correta") é a ênfase na conduta, tanto ética quanto litúrgica, em oposição à fé ou a graça. Difere da ortodoxia (uma fé certa). Ortopraxia deve ser entendida como esse conjunto de técnicas e credos que faz parte de uma determinada tradição, que são passados para seus estudantes e mantidos sem alterações. Apesar de algumas diferenças entre as tradições, há alguns princípios em comum, para que ainda sejam consideradas. Isto então significa que não se pode fazer o que bem se quiser, praticar diversas técnicas indiscriminadamente, misturar panteões ou mitos conflitantes, ou perceber as Divindades majoritárias da mesma forma que é encarada a Divindade majoritária nos credos monoteístas.